# 3DACE
3DACE (すりーでぃーえーす)とは、国産3Dポリゴンモデリングソフトウェアの一つである。HSP用のMX形式に対応しており、HSP製3Dゲームの開発で良く使われていた。